# Anton Halfar
Anton Halfar (* 21. Oktober 1836 in Ratscher Mühle, Kreis Ratibor; † 21. November 1893) war ein deutscher Geologe und Paläontologe.
Halfar schlug 1856 die Laufbahn eines Bergbeamten ein, zuerst als Bergbaubeflissener, ab 1864 als königlicher Bergeleve. Von 1864 bis 1869 unterstützte er Ferdinand von Roemer bei der Erstellung der geologischen Karte von Schlesien (Maßstab 1:100.000). 1869 war er im Bergbau in Neurode, 1870/71 technischer Hilfsarbeiter bei der Berginspektion Clausthal, wobei er im Oberharz geologisch kartierte. 1871 bis 1873 war er Lehrer an der Bergschule in Saarbrücken. Ab 1873 war er bei der Preußischen Geologischen Landesanstalt, wo er zunächst technisch-wissenschaftlicher Sekretär war und ab 1889 Bezirksgeologe. In dieser Funktion kartierte er vor allem im Oberharz (Clausthal-Zellerfeld, mit A. Bode, F. Klockmann, M. Koch 1908, 1913).
Er befasste sich mit Paläontologie und Stratigraphie des Devons im Harz und im Altvatergebirge.